# Forst (Lausitz)
Forst (Lausitz) lågsorbiska: Baršć, är en stad i östra Tyskland, belägen vid gränsen mot Polen vid floden Neisse, 20 km öster om Cottbus. Staden är huvudort för länet Landkreis Spree-Neisse i förbundslandet Brandenburg. Historiskt är staden känd för sin textilindustri.

## Geografi
Forst ligger i regionen Niederlausitz vid floden Neisse, som här utgör Tysklands gräns mot Polen. På andra sidan floden ligger orten Zasieki i kommunen Brody i Polen.  Denna utgjorde före 1945 Forsts östra förstäder, under namnet Berge. Den nuvarande riksgränsen tillkom genom Oder-Neisse-linjen 1945.

### Administrativ indelning
Forst är huvudort i länet Landkreis Spree-Neisse och underindelas administrativt i följande stadsdelar (Ortsteile):
- Forst (Lausitz), stadskärnan
- Bohrau (lågsorbiska Bórow)
- Briesnig (Rjasnik)
- Gross Bademeusel (Wjelike Bóžemysle)
- Klein Bademeusel (Małe Bóžemysle)
- Gross Jamno (Jamne)
- Klein Jamno (Małe Jamne)
- Mulknitz (Małksa)
- Naundorf (Glinsk)
- Horno (Rogow)
- Sacro (Krje)

## Befolkning
| År   | Invånare |
| ---- | -------- |
| 1875 | 19 084   |
| 1890 | 27 494   |
| 1910 | 31 594   |
| 1925 | 32 977   |
| 1933 | 35 112   |
| 1939 | 36 771   |
| 1946 | 32 638   |
| 1950 | 33 339   |
| 1964 | 32 342   |
| 1971 | 31 471   |

| År   | Invånare |
| ---- | -------- |
| 1981 | 28 870   |
| 1985 | 28 031   |
| 1989 | 27 703   |
| 1990 | 27 214   |
| 1991 | 26 363   |
| 1992 | 26 024   |
| 1993 | 26 085   |
| 1994 | 25 961   |
| 1995 | 25 701   |
| 1996 | 25 543   |

| År   | Invånare |
| ---- | -------- |
| 1997 | 25 403   |
| 1998 | 25 164   |
| 1999 | 24 840   |
| 2000 | 24 309   |
| 2001 | 23 839   |
| 2002 | 23 395   |
| 2003 | 23 122   |
| 2004 | 22 781   |
| 2005 | 22 391   |
| 2006 | 22 112   |

| År   | Invånare |
| ---- | -------- |
| 2007 | 21 674   |
| 2008 | 21 304   |
| 2009 | 20 971   |
| 2010 | 20 618   |
| 2011 | 19 576   |
| 2012 | 19 312   |
| 2013 | 19 053   |
| 2014 | 18 945   |
| 2015 | 18 773   |
| 2016 | 18 651   |

| År   | Invånare |
| ---- | -------- |
| 2017 | 18 353   |
| 2018 | 18 164   |
| 2019 | 17 902   |
| 2020 | 17 691   |

Detaljerade källor anges i Wikimedia Commons..

## Kultur och sevärdheter

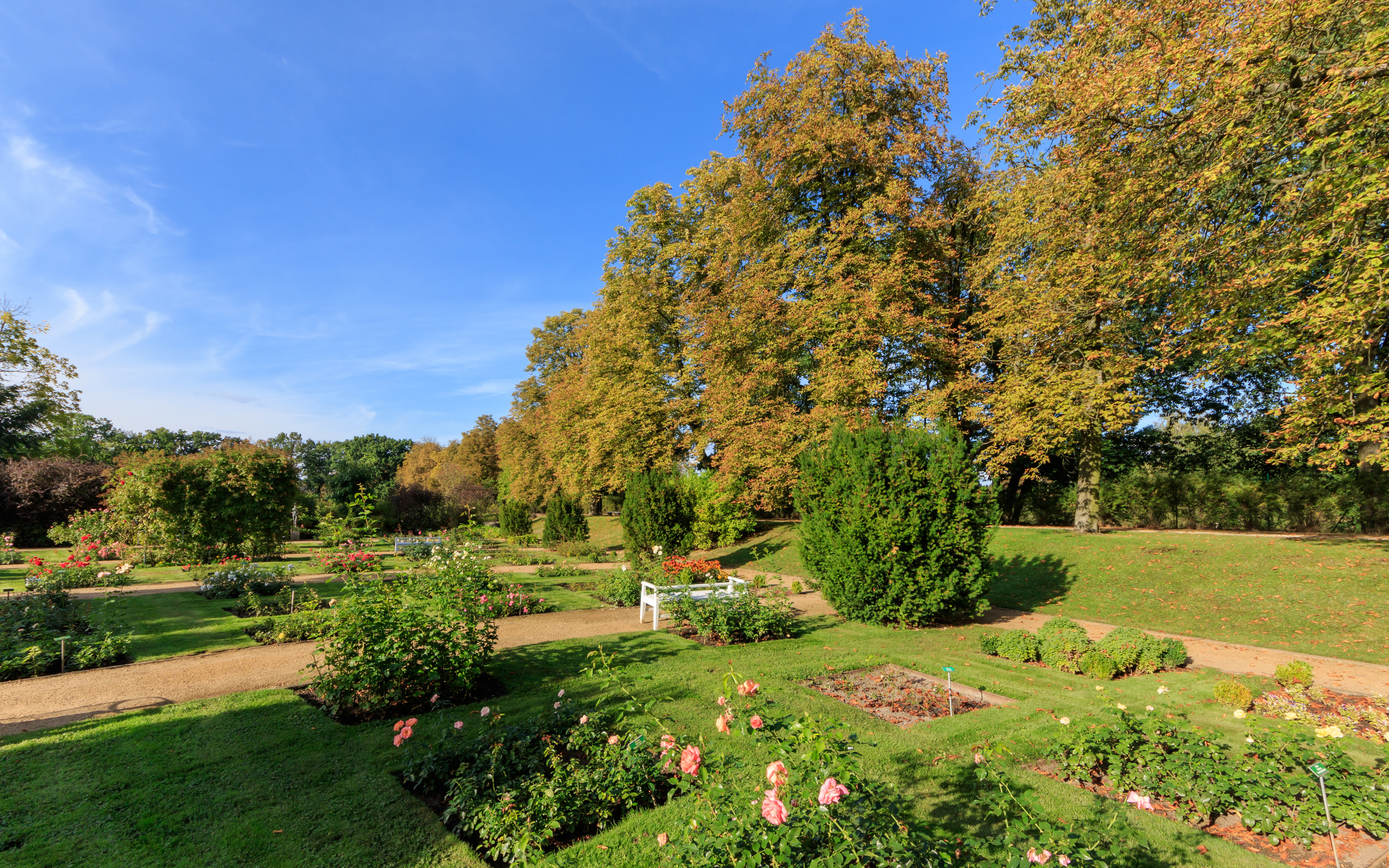
Ostdeutscher Rosengarten
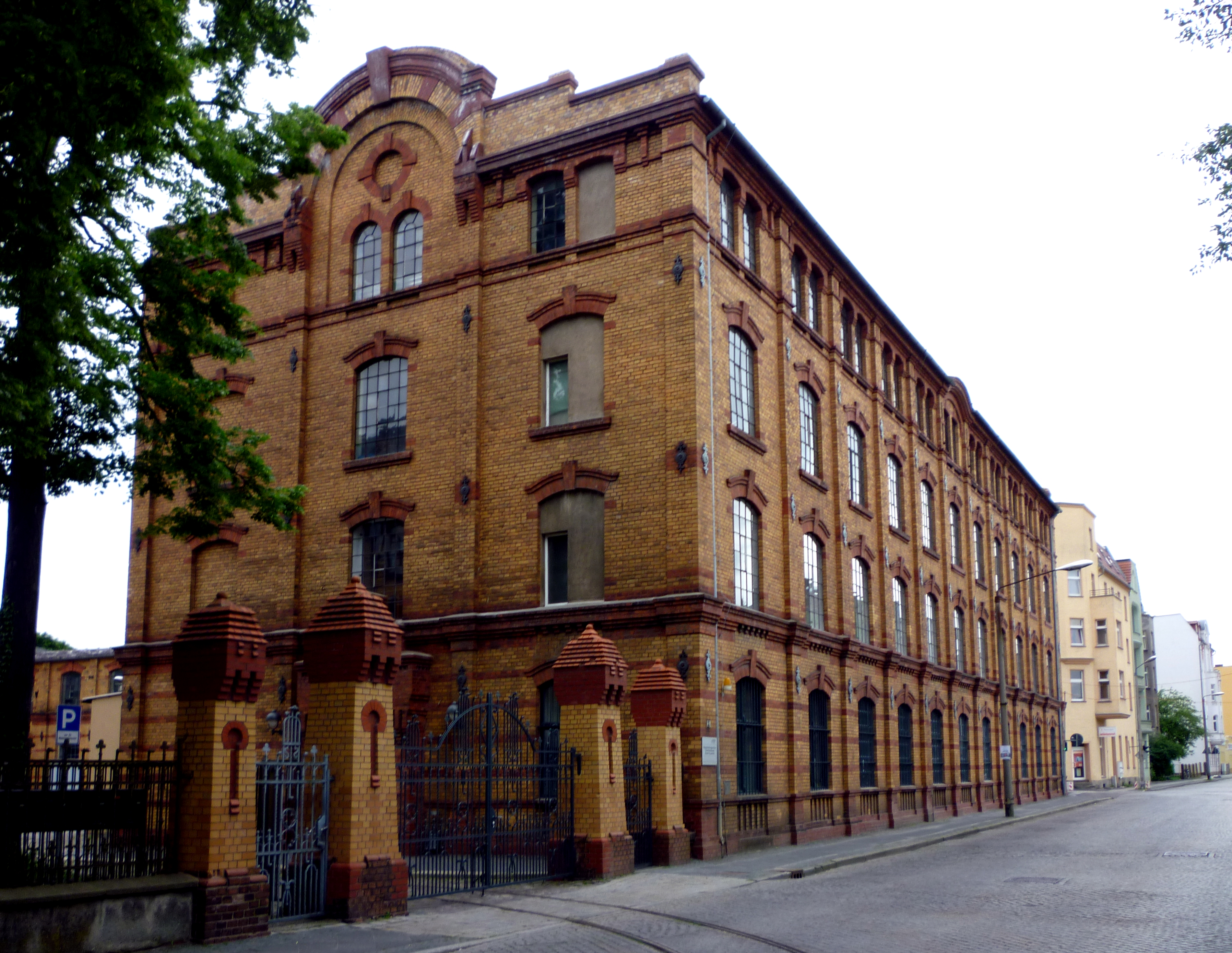
Textilmuseet
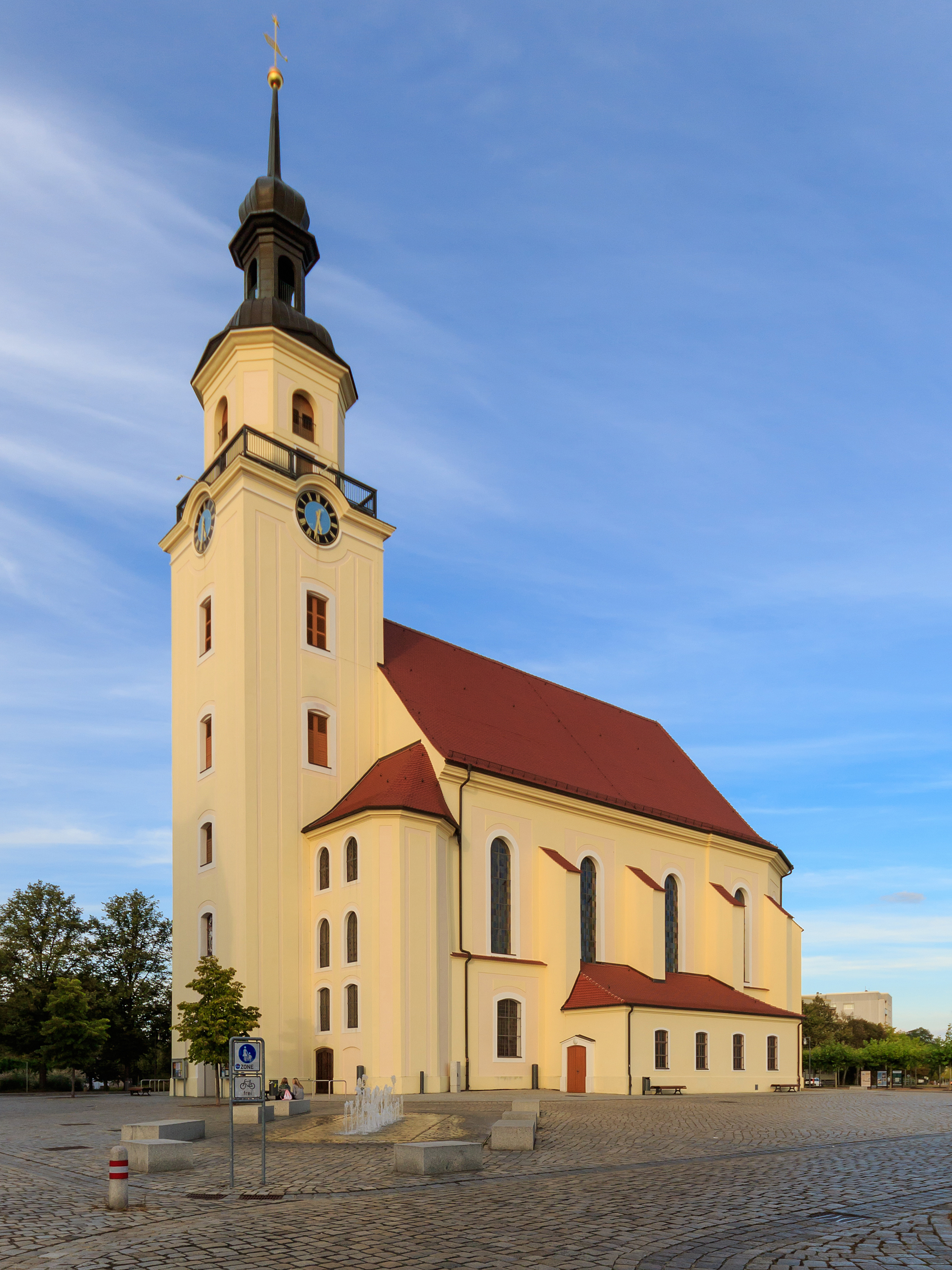
Stadskyrkan Sankt Nikolaus

Ostdeutscher Rosengarten är en stor offentlig rosenträdgård som är en av stadens största sevärdheter och är ett populärt utflyktsmål i regionen. Varje år i slutet av juni anordnas en rosenträdgårdsfestival.
Stadens textilmuseum, Brandenburgisches Textilmuseum Forst är ett teknik- och hembygdsmuseum som behandlar stadens historia som vävindustristad.
Stadens stadsförsamlingskyrka, Nikolaikyrkan, färdigställdes på platsen för en äldre medeltida kyrka i början av 1500-talet, och har sedan dess flera gånger brunnit och byggts om.
Forsts velodrom, invigd 1906, används för många cykellopp och sedan en ombyggnad även för ridsportevenemang.

## Kommunikationer

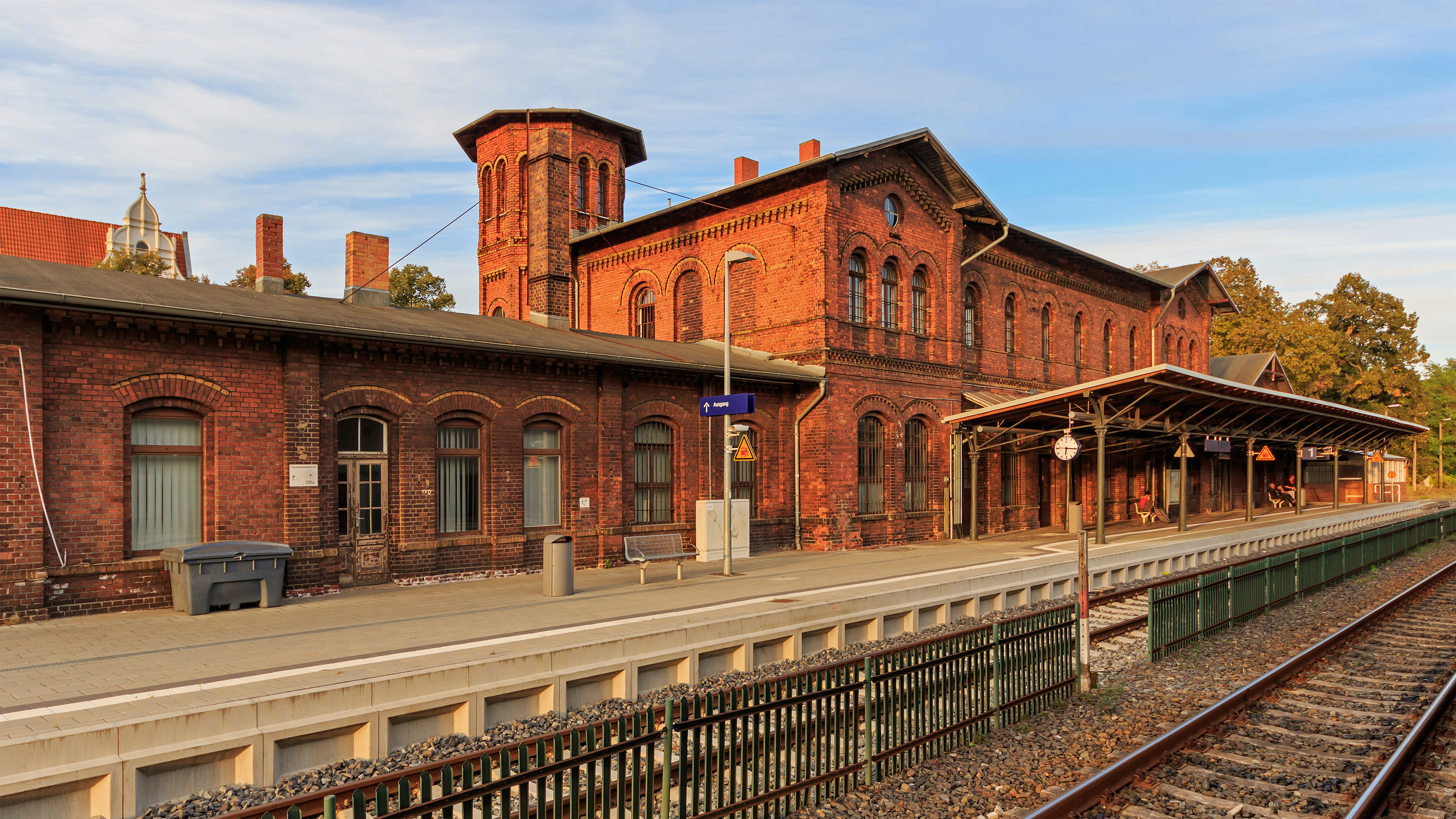
Järnvägsstationen

Forst ligger vid motorvägen A15 (Forst - Lübbenau) som förbinder orten med Cottbus och Berlin. Norrut från staden löper Bundesstrasse 112 mot Frankfurt (Oder) och Küstriner Vorland. Söderut löper en delsträckning av Bundesstrasse 115 mot Schöpstal.
Forst har en järnvägsstation på järnvägssträckan mellan Cottbus och Żary. Stationen trafikeras av regionaltåg mot Cottbus och Żagań. Dagligen stannar dessutom ett Eurocitytåg i båda riktningarna mellan Hamburg och Kraków. De tidigare sidolinjerna mot Guben och Weisswasser är idag nedlagda.

## Kända invånare
- Hugo Baum (1867-1950), botaniker.
- Frank-Peter Bischof (född 1954), kanotist.
- Werner Heyde (1902-1964), även känd som Fritz Sawade, psykiater, medicinsk ledare för Nazitysklands eutanasiprogram Aktion T4.
- Gunhild Hoffmeister (född 1944), östtysk friidrottare, OS-medaljör i medeldistanslöpning.
- Romy Kasper (född 1988), tävlingscyklist.
- Rudolf Kühn (1886-1950), arkitekt.
- Siegfried Köhler (född 1935), tävlingscyklist och tränare.
- Christin Muche (född 1983), tävlingscyklist.
- Erich Neumann (1892-1948), nazistisk politiker.
- Günter Nooke (född 1959), tysk politiker och medborgarrättskämpe.
- Gerhard Pohl (1937-2012), tysk konservativ politiker, Östtysklands näringslivsminister 1990.
- René Rydlewicz (född 1973), fotbollsspelare och fotbollstränare.
- Ronny Scholz (född 1978), tävlingscyklist.
- Stefan Schäfer (född 1986), tävlingscyklist.
- Thomas Schneider (född 1988), friidrottare, sprintlöpare.
- Max Seydewitz (1892-1987), socialistisk politiker, Sachsens ministerpresident 1947-1952.
- Georg Thomas (1890-1946), general i Wehrmacht.
- Dietmar Woidke (född 1961), socialdemokratisk politiker, Brandenburgs ministerpresident 2013-.